# Karl Wilhelm Wippermann
Karl Wilhelm Wippermann (né le 1er décembre 1800 à Rinteln et mort le 23 mars 1857 dans la même ville) est un fonctionnaire hessois et homme politique de l'opposition libérale. L'orthographe alternative de son prénom est également Carl.

## Biographie
Wippermann est le fils du professeur de droit de Rinteln et juge principal de Rinteln Johann Georg Liborius Wippermann et de son épouse Dorothea Elisabeth née Stamm. Son premier mariage est avec Auguste Sophie Rebecca Caroline von Westphal (Westphalen-Heidelbeck) (née le 4 janvier 1806), fille d'un colonel, le 2 octobre 1828 à Rinteln. Karl Wippermann est le fils de son premier mariage. En février 1839, il se marie ensuite avec Pauline Caroline Auguste Asbrand de Kehl, fille d'un colonel.
Son grand-père est l'avocat et professeur à l'université de Rinteln, Carl Wilhelm Wippermann (de).
Wippermann est le premier diplômé du lycée (de) nouvellement fondé à Rinteln, où il est entré en tant qu'élève du secondaire supérieur à l'âge de 17 ans. Il étudia le droit de 1819 à 1821 à l'université Georges-Auguste de Göttingen et à l'université Philippe de Marbourg. Ici, il devient membre de Marburger Burschenschaft Germania (de) en 1819. Il entame ensuite une carrière dans la fonction publique à la Haute Cour de Rinteln (de) et est élu secrétaire municipal en 1826 et maire de sa ville natale en 1831. En 1832, il est élu pour la première fois à l'Assemblée des États de Hesse, où il est l'un des représentants les plus populaires en tant qu'homme politique de l'opposition libérale dans la lutte pour la protection des droits constitutionnels contre le ministère conservateur Ludwig Hassenpflug (de) et en tant que rédacteur en chef d'un journal populaire. Avec l'avocat de Cassel Ludwig Schwarzenberg (de), il fait office de « porte-parole » de l'opposition. Même son adversaire conservateur Rudolf von Buttlar (de) le reconnait comme un « excellent avocat ou général ». En 1835, son élection comme deuxième maire de Cassel n'est pas confirmée par le gouvernement de l'État. Son élection au poste de secrétaire municipal de Cassel, à laquelle la ville a ensuite procédé, est contestée sans succès par le gouvernement en 1836. La nomination de Wippermann comme citoyen d'honneur de la ville de Cassel au cours de ce conflit n'empêche  pas Wippermann d'être suspendu de ses fonctions en 1837 pour des raisons politiques. Son élection comme maire de Cassel en 1841 se voit de nouveau refusée. En 1846, le gouvernement de Hesse conteste finalement sa réélection à l'assemblée des États pour des raisons formelles, après quoi Wippermann démissionne de son mandat et est élu à l'assemblée dans d'autres circonscriptions.
Lors de l'Assemblée des États de Cassel, Wippermann se concentre principalement sur les questions constitutionnelles et de politique financière. On lui doit en grande partie la conception du code municipal exemplaire de 1834. De 1834 à 1848, Wippermann poursuit, avec succès, l'utilisation des biens du domaine du Quart de Rotenbourg pour le Trésor public. En tant que membre du comité des chemins de fer, il combat les allégations de corruption dans le financement de la Friedrich-Wilhelms-Nordbahn par la banque Rothschild de Francfort.
En tant qu'homme politique d'opposition le plus connu de l'Électorat de Hesse, Wippermann participe aux Journées des germanistes (de) de Francfort et de Lübeck, fait partie du cercle d'Hallgarten (de) autour de Johann Adam von Itzstein et travaille comme rédacteur pour la Deutsche Zeitung. En raison de son travail journalistique, il est accusé de diffamation et d'insulte au gouvernement en 1847 et est de nouveau suspendu de toutes les fonctions de l'État. La procédure se termine par un acquittement. Il ne peut accepter l'invitation d'Itzstein à participer à la réunion d'Heppenheim.
En 1848, à la suite de la Révolution de Mars, Wippermann participe au pré-Parlement et est nommé au Comité des cinquante ; pendant une courte période, il est également membre du Comité des dix-sept. Du 18 mai 1848 au 30 mai 1849, il est député de Hofgeismar au Parlement de Francfort. Là, il fait partie de la fraction Casino et est membre de plusieurs comités, dont le Comité constitutionnel.
En outre, Wippermann est nommé conseiller du gouvernement au ministère de l'Intérieur du gouvernement de Mars de Hesse en mars 1848. En août, il accède à un poste de direction au ministère des Finances et est nommé conseiller d'État en septembre de la même année. En 1849, il est réélu à l'Assemblée des États de Hesse et en 1850, il est député du Parlement de l'Union d'Erfurt.
Depuis 2012, au cimetière Seetor de Rinteln, une plaque commémorative sur sa croix funéraire érigée devant la chapelle du cimetière commémore le natif de la ville.

## Publications
- Kurhessen seit dem Freiheitskriege. Fischer, Cassel, 1850.
- Zur Würdigung der Denkschrift der Kurf. Hessischen Staatsregierung betreffend ihre Differenzen mit den Landständen und dem landständischen Ausschusse. Fischer, Cassel, 1850.
- Regesta Schaumburgensia. Die gedruckten Urkunden der Grafschaft Schaumburg in wörtlichen Auszügen zusammengestellt von C. W. Wippermann. Döll & Schäffer, Cassel, 1853.
- Urkundenbuch des Stifts Obernkirchen in der Grafschaft Schaumburg. C. Bösendahl, Rinteln, 1855.
- Carl Wilhelm Wippermann und Carl F. L. Wippermann: Beschreibung des Bukki-Gaues nebst Feststellung der Grenzen der übrigen Gaue Niedersachsens, Wigand, Göttingen, 1859.